# Gelenk (Technik)
Ein technisches Gelenk ist eine in vorgegebener Art und Weise bewegliche Verbindung zwischen zwei starren Körpern. Als in besonderer Weise bewegliches Bauteil zählt es zusammen mit den Lagern zu den Führungselementen.
Die jeweilige Beweglichkeit eines Gelenks kann mit dem Freiheitsgrad der in ihm stattfindenden Bewegungsform Rotieren (Drehgelenk) und/oder Verschieben (Schubgelenk) quantitativ bewertet werden.
Im Besonderen handelt es sich um diejenigen Elemente, welche die Glieder eines mechanischen Getriebes verbinden.
Die in Maschinen, mechanischen Geräten und Bauwerken wie Brücken einzeln vorkommenden Gelenke werden i. d. R. als Lager (Maschinen-Lager, Bauwerk-Lager) bezeichnet.
Kombinationen aus zwei oder drei Gelenken und den dazwischen befindlichen Körpern haben als Maschinenelemente eigene Namen (z. B. das Kardangelenk und das Gleichlaufgelenk).
Die Knochen-Gelenke der Wirbeltiere im Körper von Lebewesen sind von den Weichteilen (Muskeln, Blut- und Nerven-Bahnen) umhüllt, so dass die miteinander verbundenen Knochen nicht beliebig wie technische Körper umeinander rotieren, sondern sich nur in einem begrenzten Winkelbereich gegeneinander bewegen können. Deshalb kommt das Rad in der Natur nicht vor.

## Bestandteile und Funktion
In einem Gelenk stehen die zu verbindenden Körper in dauernder Berührung. Die in besonderer Weise geometrisch gestalteten beiden Berührungsstellen (z. B. als Bohrung und Bolzen) werden als Berührungs- oder Gelenkelemente bezeichnet. Sie bilden günstigenfalls einen Formschluss. Die Berührungsart ist flächen-, linien- oder punktförmig. Die Relativbewegung erfolgt gleitend oder/und wälzend und damit weitgehend kraftfrei. Kräfte und Momente in anderen Richtungen werden dagegen übertragen.

### Grundformen
Die Grundformen der Gelenke werden unterschieden nach der Form der Gelenkelemente, der Art der Relativbewegung zwischen ihnen und dem Freiheitsgrad f der Bewegung. In einem Gelenk können Drehungen und Schiebungen miteinander kombiniert sein.
| Abbildungen von Gelenken |
| - Fig. 1: Schubgelenk, f = 1 - Fig. 2: Drehgelenk, f = 1 - Fig. 3: Schraubgelenk, auf Schraubenlinie schiebbar, f = 1 - Fig. 5: Plattengelenk, Schieber in Ebene schieb- und senkrecht dazu drehbar, f = 3 - Fig. 6: Drehschubgelenk, axial schieb- und um Achse drehbar, f = 2 - Fig. 7: Kugelgelenk, f = 3 (Kugel zwischen zwei im äußeren Teil sich gegenüber befindenden Pfannen geführt) |

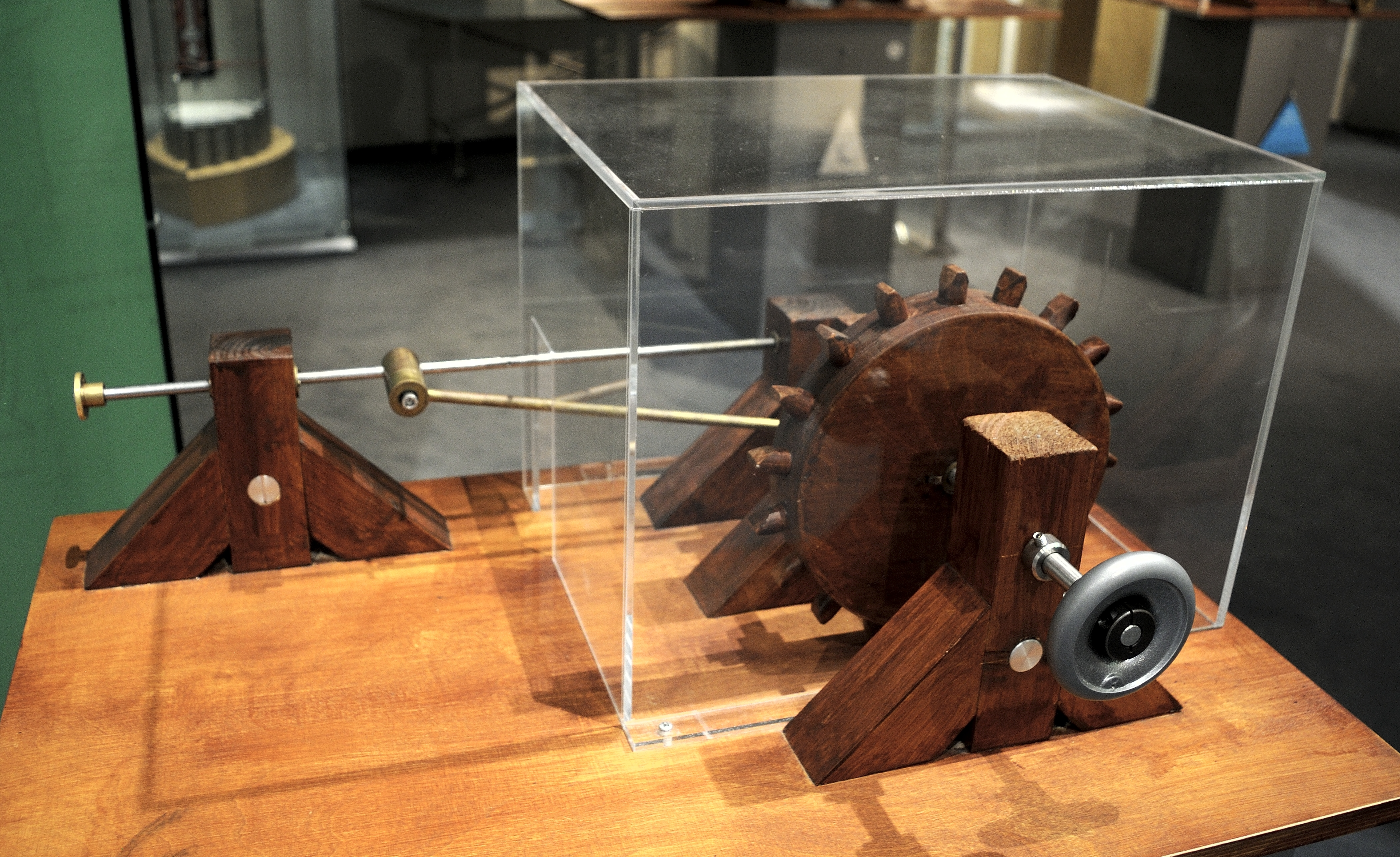
Schubkurbel. Modell nach Leonardo da Vinci im Codex Madrid I. im Deutschen Museum Bonn

Gelenke sind in Gegenständen des alltäglichen Gebrauchs, im Bauwesen, bei Maschinen und Fahrzeugen allgegenwärtig. Einfache Drehgelenke finden sich in Scheren, Schub und Drehgelenke beim Regenschirm und komplexe räumliche Getriebe mit verschiedenen Gelenkarten zum Beispiel bei Radaufhängungen. Die Entwicklung von Mechanismen für die verschiedensten Anwendungsfälle hat zu allen Zeiten die Erfinder beschäftigt.
Im einfachsten Fall ist der zu bewegende Körper unmittelbar durch ein Gelenk mit einem Freiheitsgrad angebunden. Das Schubgelenk lässt nur eine Schiebung zu, zum Beispiel bei einem Teleskoparm. Drehgelenke finden sich in Scharnieren, aber auch bei der Längslenkerachse. In der Regel sind Gelenke aber Bestandteil einer kinematischen Kette, wodurch Mechanismen unterschiedlichster Komplexität entstehen. Häufig werden dabei auch Gelenke mit mehr als einem Freiheitsgrad wie das Drehschubgelenk oder das Kugelgelenk verwendet. Der Freiheitsgrad des Mechanismus kann mit der Grüblerschen Gleichung bestimmt werden.

### Kurvengelenk
In den Zahnradgetrieben und Kurvengetrieben wird u. a. das oben nicht enthaltene Kurvengelenk angewendet. Zwischen seinen Gelenkelementen Zahnflanken bzw. allgemein gekurvten Flanken (z. B. die einer Nockenwelle und eines Ventilstößels im Verbrennungsmotoren) findet Wälzgleiten (Gleiten und/oder Wälzen) statt. Der Freiheitsgrad ist f=2.

## Lager
Eine gelenkige Verbindung wird als Lager bezeichnet, wenn einer der beiden Körper mit dem Maschinengestell oder dem Fundament fest verbunden und somit in Ruhe ist.
Ein Lager ist im Unterschied zum Gelenk meistens nicht Teil eines komplexeren Mechanismus (Getriebes). Im Vordergrund seiner Betrachtung steht fast immer nur die einzige, in ihm stattfindende Art der beweglichen Verbindung. In Maschinen und Geräten werden rotierende Wellen und linear verschiebliche Körper (Linearlager), im Bauwesen Brückenträger oder andere punktförmig abgestützte Bauwerke gelagert. In Lagern im Bauwesen finden im Unterschied zu denen in Maschinen und Geräten nur ganz kleine Bewegungen (Schiebungen und Drehungen) statt. Sie dienen lediglich dazu, statisch bestimmtes Lagern herzustellen und bei Störungen (Baugrundsetzungen, temperaturbedingte Längenänderungen u. ä.) aufrechtzuerhalten.
Als Lager in Maschinen und Geräten werden anstatt Gleitlagern oft Wälzlager mit zwischen den Gelenkelementen eingesetzten Wälzkörpern verwendet. Auch diese entsprechen den Gelenk-Grundformen Dreh- und Schub-Gelenk, während die im Bauwesen als Lager verwendeten sogenannten „Wälz-Gelenke“ in ihrer Grundform Kurven-Gelenke sind (bei Paarung Beton gegen Beton nur das einzig mögliche Wälzen).

## Im Bauwesen
Bei Gelenken im Bauwesen gibt es im Allgemeinen keine sichtbare Rotationen. Sie werden einerseits dafür verwendet die Exzentrizitäten in den Lagern und Bauteilen gering zu halten, anderseits reduzieren sie die statische Unbestimmtheit. Letzteres verringert Spannungen durch Verformungen (z. B. Zwängungen oder Setzungen). Sie werden daher oft bei Lagern oder bei Gerberträgern verwendet.

## Maschinenelemente

### Kreuzgelenk

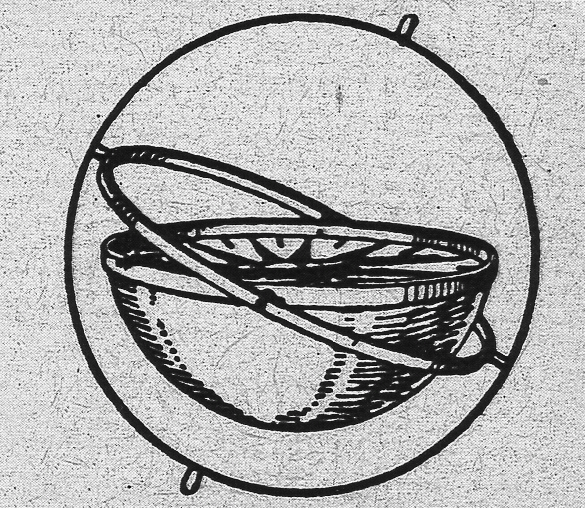
Kardanische Aufhängung eines Schiffskompasses. Der äußerste Ring ist fest mit dem Schiff verbunden. Die wie Stifte eines Lagers aussehenden Fortsätze des äußeren Kreises sind ein Hinweis auf die Neigung des Schiffes, sonst sind sie vertikal.

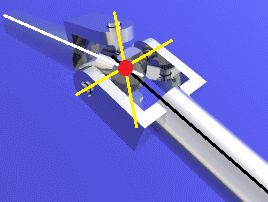
Kardangelenk als Maschinenelement zum Anschluss an zwei gegeneinander geschwenkte Wellen.
Das Zwischenstück hat zusammen mit den Drehgelenk-Zapfen die Form eines Kreuzes.
Die Achsen aller Gelenke treffen sich in einem Punkt. Das mit den Wellenlager-Gelenken (nicht dargestellt) und dem Maschinengestell erhaltene vierteilige Getriebe ist ein sphärisches).

Das Kreuz- oder Kardan-Gelenk ist eine Aneinanderreihung von zwei Dreh-Gelenken. Die zweite Kontakt-Fläche jedes der beiden Gelenke befindet sich am gemeinsamen kreuzförmigen Zwischenstück (s. Abbildung rechts). Die Achsen der Dreh-Gelenke schneiden sich unter 90°. Der Schnittpunkt ist der Drehpunkt, in dem die beiden rechtwinklig zur jeweiligen Dreh-Gelenk-Achse angeordneten Gelenk-„Stiele“ gegeneinander schwenkbar sind. Das Kardan-Gelenk hat 2 Bewegungsfreiheiten. Im Vergleich mit dem Kugel-Gelenk fehlt ihm die Drehfreiheit der Gelenk-Stiele um die eigene Achse. Sein Freiheitsgrad ist f=2.
Die historisch älteste Anwendung war die kardanische Aufhängung, in der das Schwenken um die beiden horizontalen Raumachsen möglich ist, Drehen um die vertikale Achse aber nicht zugelassen wird. Zwischenstück ist eine Ring.
Die fehlende Drehfreiheit um die Gelenkstiele macht das Kreuzgelenk auch für die Drehmomentenübertragung zwischen gegeneinander schwenkbaren Wellen (Kardanwelle) geeignet.

### Gleichlaufgelenke
Gleichlaufgelenke werden gleich wie das Kreuzgelenk für die Drehmomentenübertragung zwischen gegeneinander schwenkbaren Wellen angewendet. Sie haben nicht dessen Nachteil der nicht ganz synchronen, sondern periodisch mit der Drehung leicht schwankenden Drehübertragung. Sie sind wie das Kardangelenk nach außen auf zwei Schwenkbewegungen reduzierte Kugelgelenke. Im Inneren befinden sich auch wie beim Kreuzgelenk Zwischenteile, deren Gelenkelemente sich im Kontakt mit Flächen an variierter Kugel bzw. Pfanne befinden. Beim Rzeppa-Gelenk sind es z. B. Kugeln im Kontakt mit genuteten Kugelflächen.

## Feder-Gelenke im Maschinenbau
Die Feder-Gelenke gehören weder zu den Gelenk-Grundformen noch zu den Lagern, in denen starre Körper aufeinander gleiten und/oder wälzen. Es gibt sie als angenäherte Dreh- und Schubgelenke mit kleiner Beweglichkeit. Zwischen die Körper, die sich relativ zueinander bewegen sollen, wird ein elastisch nachgebender Körper – z. B. ein Federstab, der tordiert oder gebogen wird – fest eingebaut. Feder-Gelenke haben den Vorteil, reibungs-, spiel- und wartungsfrei zu sein.
Torsionsfeder-Gelenke werden oft in mechanischen Messinstrumenten angewendet, wobei das Torsionsmoment als Rückstellmoment benutzt werden kann.
Wird das Federgelenk nicht durch ein separates Bauteil, sondern durch eine lokale Schwächung des Bauteils selbst realisiert, spricht man von einem Festkörpergelenk.